# Lista tomów serii Bleach
Ten artykuł zawiera listę tomów serii Bleach autorstwa Tite Kubo, publikowanej w magazynie „Shūkan Shōnen Jump” wydawnictwa Shūeisha od 7 sierpnia 2001 do 22 sierpnia 2016. Razem opublikowano 698 rozdziałów, które później zostały skompilowane do 74 tankōbonów, wydawanych od 5 stycznia 2002 do 4 listopada 2016. Łączna liczba opublikowanych rozdziałów mangi Bleach oraz numer najwyżej ponumerowanego rozdziału nie są takie same. Wynika to z faktu, że oprócz rozdziałów z liczbami dodatnimi, niektóre rozdziały są publikowane z numeracją ujemną lub ułamkową. Te „ujemne” rozdziały to historie poboczne, które dotyczą wydarzeń poprzedzających główną fabułę serii.
W Polsce manga ukazała się nakładem wydawnictwa Japonica Polonica Fantastica. 
| Nr | Język japoński      | Język japoński         | Język polski     | Język polski           |
| Nr | Data wydania        | ISBN                   | Data wydania     | ISBN                   |
| --- | ------------------- | ---------------------- | ---------------- | ---------------------- |
| 1 | 5 stycznia 2002     | ISBN 978-4-08-873213-8 | wrzesień 2009    | ISBN 978-83-7471-168-5 |
| Lista rozdziałów - 1. Death&Strawberry - 2. Starter - 3. Headhittin’ - 4. WHY DO YOU EAT IT? - 5. Binda·blinda - 6. microcrack. - 7. The Pink Cheeked Parakeet |                     |                        |                  |                        |
| 2 | 4 marca 2002        | ISBN 978-4-08-873237-4 | grudzień 2009    | ISBN 978-83-7471-169-2 |
| Lista rozdziałów - 8. Chase Chad Around - 9. Monster and a Transfer [Struck Down] - 10. Monster and a Transfer pt.2 [The Deathberry] - 11. Back. [Leachbomb or Mom] - 12. The Gate of The End - 13. BAD STANDARD - 14. School Daze!!! - 15. Jumpin’Jack, Jolted - 16. Wasted but Wanted |                     |                        |                  |                        |
| 3 | 4 czerwca 2002      | ISBN 978-4-08-873275-6 | luty 2010        | ISBN 978-83-7471-170-8 |
| Lista rozdziałów - 17. 6/17 - 18. 6/17 op.2 "Can’t Smile Don’t Blame" - 19. 6/17 op.3 "memories in the rain" - 20. 6/17 op.4 "face again" - 21. 6/17 op.5 "walczący chłopak" (jap. 6/17 op.5 "戦う少年" 6/17 op.5 "Tatakau shōnen") - 22. 6/17 op.6 "BATTLE ON GRAVEYARD" - 23. 6/17 op.7 "silna wola, słabe ostrze" (jap. 6/17 op.7 "意志は鋭し,刃は鈍し" 6/17 op.7 "Ishi wa surudoshi, yaiba wa nibushi") - 24. 6/17 op.8 "All One Way Sympathies" - 25. 6/17 op.9 "walczący chłopak 2 [The Cigar Blues Mix]" (jap. 6/17 op.9 "戦う少年2 [The Cigar Blues Mix]" 6/17 op.9 "Tatakau shōnen 2 [The Cigar Blues Mix]") |                     |                        |                  |                        |
| 4 | 4 września 2002     | ISBN 978-4-08-873310-4 | kwiecień 2010    | ISBN 978-83-7471-171-5 |
| Lista rozdziałów - 26. Paradise Is Nowhere - 27. Spirits Ain’t Always WITH US - 28. Symptom of Synesthesia - 29. Stop that stupid!! - 30. Second Contact (it was outside the scope of our understanding) - 31. HEROES CAN SAVE YOU - 32. Hero is Always With Me? - 33. ROCKIN’ FUTURE 7 - 34. Quincy Archer Hates You |                     |                        |                  |                        |
| 5 | 1 listopada 2002    | ISBN 978-4-08-873335-7 | sierpień 2010    | ISBN 978-83-7471-172-2 |
| Lista rozdziałów - 35. Can You Be My Enemy? - 36. Warera, hōfuku no tameni shini itaite (jap. 我ら、報復の為に死に至いて) - 37. Crossing The Rubicon - 38. BENT - 39. Rightarm of The Giant - 40. Grow? - 41. Princess & Dragon - 42. Princess & Dragon PART.2 "The Majestic" - 43. Princess & Dragon PART.3 "Six flowers" |                     |                        |                  |                        |
| 6 | 20 grudnia 2002     | ISBN 978-4-08-873366-1 | wrzesień 2010    | ISBN 978-83-7471-173-9 |
| Lista rozdziałów - 44. Awaken [to the Threat] - 45. Point of Purpose - 46. Karneades ~ Back to Back - 47. Back to Back ~ Tearing Sky - 48. Menosu Gurande (jap. メノス・グランデ) - 49. unchained. - 50. Quincy Archer Hates You Part 2 [Blind But Bleed Mix] - 51. DEATH 3 - 52. Needless Emotions |                     |                        |                  |                        |
| 7 | 4 marca 2003        | ISBN 978-4-08-873392-0 | styczeń 2011     | ISBN 978-83-7471-174-6 |
| Lista rozdziałów - 53. Nice to meet you, I will beat you - 54. Namo kikenu kodomo (jap. 名も訊けぬ子供) - 55. SHUT - 56. broken coda - 57. Unfinished July Rain - 58. blank - 59. Lesson 1: One Strike!+Jailed at Home - 60. Lesson 1-2: DOWN!! - 61. Lesson 2: Shattered shaft |                     |                        |                  |                        |
| 8 | 4 czerwca 2003      | ISBN 978-4-08-873435-4 | marzec 2011      | ISBN 978-83-7471-175-3 |
| Lista rozdziałów - 62. Lesson 2-2: Bad Endin’ In The Shaft - 63. Lesson 2-3: Innercircle Breakdown - 64. BACK IN BLACK - 65. Collisions - 66. THE BLADE AND ME - 67. End of Lessons - 68. Saigo no natsuyasumi (jap. 最後の夏休み) - 69. 25:00 gathering - 70. Where Hollows Fear To Tread |                     |                        |                  |                        |
| 9 | 4 sierpnia 2003     | ISBN 978-4-08-873495-8 | kwiecień 2011    | ISBN 978-83-7471-176-0 |
| Lista rozdziałów - 71. INTRUDERZ - 72. The Superchunk - 73. Drizzly Axes - 74. Armlost, Armlost - 75. Chisame (jap. 血雨) - 76. Boarrider Comin’ - 77. Oresama no na wa Ganju (jap. 俺様の名はガンジュ) - 78. meeT iT aT basemenT - 79. FOURTEEN DAYS FOR CONSPIRACY |                     |                        |                  |                        |
| 10 | 4 listopada 2003    | ISBN 978-4-08-873525-2 | lipiec 2011      | ISBN 978-83-7471-177-7 |
| Lista rozdziałów - 80. The Shooting Star Project - 81. Twelve Tone Rendezvous - 82. Conflictable Composition - 83. COME WITH ME - 84. The Shooting Star Project 2 [Tattoo On The Sky] - 85. INTRUDERZ 2 [Breakthrough the roof mix] - 86. Making Good Relations, OK? - 87. Dancing With Spears - 88. SO UNLUCKY WE ARE - 88.5. KARAKURA SUPER HEROES |                     |                        |                  |                        |
| 11 | 19 grudnia 2003     | ISBN 978-4-08-873555-9 | sierpień 2011    | ISBN 978-83-7471-178-4 |
| Lista rozdziałów - 89. Masterly! And Farewell! - 90. See You Under a Firework - 91. KING OF FREISCHÜTZ - 92. Masterly! And Farewell! [Reprise] - 93. Steer For the Star - 94. Gaol Named Remorse - 95. CRUSH - 96. BLOODRED CONFLICT - 97. Talk About Your Fear - 98. Hoshi to nora inu (jap. 星と野良犬) |                     |                        |                  |                        |
| 12 | 4 marca 2004        | ISBN 978-4-08-873576-4 | wrzesień 2011    | ISBN 978-83-7471-179-1 |
| Lista rozdziałów - 99. Dead Black War Cloud - 100. Sore wa ganpeki no hana ni nite (jap. それは岩壁の花に似て) - 101. Split Under The Red Stalk - 102. Nobody Beats - 103. Dominion - 104. The Undead - 105. Spring, Spring, Meets The Tiger - 106. Cause For Confront - 107. Heat In Trust - 0.8. a wonderful error |                     |                        |                  |                        |
| 13 | 4 czerwca 2004      | ISBN 978-4-08-873610-5 | październik 2011 | ISBN 978-83-7471-180-7 |
| Lista rozdziałów - 108. Time For Scare - 109. Hana o fumanu tora no yōni (jap. 花を踏まぬ虎のように) - 110. Dark Side of Universe - 111. Black & White - 112. The Undead 2 [Rise & Craze] - 113. The Undead 3 [Closing Frantica] - 114. Kuzureyuku sekai no subete nitsuite (jap. 崩れゆく世界のすべてについて) - 115. Remnant |                     |                        |                  |                        |
| 14 | 3 września 2004     | ISBN 978-4-08-873649-5 | grudzień 2011    | ISBN 978-83-7471-181-4 |
| Lista rozdziałów - 116. White Tower Rocks - 117. Remnant 2 [Deny the Shadow] - 118. The Supernal Tag - 119. Secret of the Moon - 120. Shake Hands With Grenades - 121. In Sane We Trust - 122. Don’t Lose Your Grip On - 123. Pledge My Pride To |                     |                        |                  |                        |
| 15 | 3 grudnia 2004      | ISBN 978-4-08-873682-2 | luty 2012        | ISBN 978-83-7471-182-1 |
| Lista rozdziałów - 124. Crying Little People - 125. Insanity & Genius - 126. The Last of a Void War - 127. Beginning of the Death of Tomorrow - 128. The Great Joint Struggle Union - 129. Suspicion [for Assassination] - 130. Suspicion 2 [of Tears] - -17. Sore yuku hoshiboshi no tame no sensōkyoku (jap. 逸れゆく星々の為の前奏曲) |                     |                        |                  |                        |
| 16 | 4 marca 2005        | ISBN 978-4-08-873777-5 | kwiecień 2012    | ISBN 978-83-7471-235-4 |
| Lista rozdziałów - 131. The True Will - 132. Creeping Limit - 133. memories in the rain2 "the nocturne" - 134. memories in the rain2 op.2 "Longing For Sanctuary" - 135. memories in the rain2 op.3 "Affected By the Night" - 136. memories in the rain2 op.4 "night of wijnruit" - 137. Surrounding Clutch - 138. Individual Thoughts - 139. Drowsy, Bloody, Crazy |                     |                        |                  |                        |
| 17 | 3 czerwca 2005      | ISBN 978-4-08-873817-8 | czerwiec 2012    | ISBN 978-83-7471-236-1 |
| Lista rozdziałów - 140. Bite at the Moon - 141. Kneel to The Baboon King - 142. Tsuki o toraumono e tsugu (jap. 月を捉うものへ告ぐ) - 143. Blazing Souls - 144. Rosa Rubicundior, Lilio Candidior - 145. Shaken - 146. Demon Loves the Dark - 147. Countdown to The End: 3 [Blind Light, Deaf Beat] - 148. Countdown to The End: 2 [Lady Lennon~Frankenstein] - 149. Countdown to The End: 1 [Only Mercifully] |                     |                        |                  |                        |
| 18 | 4 sierpnia 2005     | ISBN 978-4-08-873841-3 | lipiec 2012      | ISBN 978-83-7471-237-8 |
| Lista rozdziałów - 150. Countdown to The End: 0 - 151. Deathberry Returns - 152. The Speed Phantom - 153. Empty Dialogue - 154. The God of Flash - 155. Redoundable deeds/Redoubtable babies - 156. Welcome to Purgatory - 157. Cat And Hornet - 158. Sky Leopardess |                     |                        |                  |                        |
| 19 | 4 października 2005 | ISBN 978-4-08-873862-8 | sierpień 2012    | ISBN 978-83-7471-238-5 |
| Lista rozdziałów - 159. LONG WAY TO SAY GOODBYE - 160. Battle On The Guillotine Hill - 161. Scratch the Sky - 162. Black Moon Rising - 163. THE Speed Phantom2 [Denial by Pride, Contradiction by Power] - 164. That Who Change the World - 165. Dark Side of Universe 2 - 166. Black & White 2 - 167. The Burial Chamber - 168. Behind Me, Behind You |                     |                        |                  |                        |
| 20 | 2 grudnia 2005      | ISBN 978-4-08-873883-3 | wrzesień 2012    | ISBN 978-83-7471-239-2 |
| Lista rozdziałów - -12.5. Kangetsu ni saku (jap. 寒月に咲く) - 169. end of hypnosis - 170. end of hypnosis2 [the Galvanizer] - 171. end of hypnosis3 [the Blue Fog] - 172. end of hypnosis4 [Prisoners in Paradise] - 173. end of hypnosis5 [Standing to Defend You] - 174. end of hypnosis6 [The United Front] - 175. end of hypnosis7 [Truth Under My Strings] - 176. end of hypnosis8 [the Transfixion] - 177. end of hypnosis9 [Completely Encompass] - 178. end of hypnosis10 [No One Stand On the Sky] |                     |                        |                  |                        |
| 21 | 3 marca 2006        | ISBN 978-4-08-874027-0 | październik 2012 | ISBN 978-83-7471-240-8 |
| Lista rozdziałów - 179. Confession in the Twilight - 180. Something in The Aftermath - 181. AND THE RAIN LEFT OFF - 182. GET BACK FROM THE STORM [TRIGGER FOR A NEW CONCERTO] - 183. eyes of the unknown - 184. HUSH - 185. Be My Family or Not - 186. Tell Your Children The Truth - 187. THE CIGAR BLUES PART TWO |                     |                        |                  |                        |
| 22 | 2 maja 2006         | ISBN 978-4-08-874049-2 | listopad 2012    | ISBN 978-83-7471-241-5 |
| Lista rozdziałów - 188. CRUSH THE WORLD DOWN - 189. RESOLVE - 190. Conquistadores - 191. Conquistadores 2 [Screaming Symphony] - 192. Conquistadores 3 [Hounded Priestess] - 193. Conquistadores 4 [Ebony & Ivory] - 194. Conquistadores 5 [La Basura] - 195. Death & Strawberry [Reprise] - 196. PUNCH DOWN THE STONE CIRCLE - 197. The Approaching Danger |                     |                        |                  |                        |
| 23 | 4 sierpnia 2006     | ISBN 978-4-08-874140-6 | grudzień 2012    | ISBN 978-83-7471-242-2 |
| Lista rozdziałów - 198. The Icecold Discord - 199. Ugly - 200. Night of Sledgehammer - 201. Wind & Snowbound - 202. Mala Suerte! - 203. Mala Suerte! 2 [El Monstruo] - 204. Mala Suerte! 3 [Monstruo Sangrienta] - 205. Mala Suerte! 4 [Tempestad de la Lucha] - 0.side-A the sand - 0.side-B the rotator |                     |                        |                  |                        |
| 24 | 4 października 2006 | ISBN 978-4-08-874262-5 | styczeń 2013     | ISBN 978-83-7471-243-9 |
| Lista rozdziałów - 206. Mala Suerte! 5 [LUCKY] - 207. Mode: Genocide - 208. The Scissors - 209. Lift the Limit - 210. Turn the True Power On - 211. Stroke of Sanity - 212. You Don’t Hear My Name Anymore - 213. trifle - 214. Immanent God Blues |                     |                        |                  |                        |
| 25 | 4 grudnia 2006      | ISBN 978-4-08-874289-2 | luty 2013        | ISBN 978-83-7471-244-6 |
| Lista rozdziałów - 215. Tug Your God Out - 216. The Suppression of Darkness - 217. Hole In My Heart - 218. Dark Side of Universe 3 - 219. Black & White 3 - 220. King & His Horse - 221. Let Eat The World’s End - 222. NO SHAKING THRONE - 223. The Scarlet Creation |                     |                        |                  |                        |
| 26 | 2 lutego 2007       | ISBN 978-4-08-874315-8 | marzec 2013      | ISBN 978-83-7471-245-3 |
| Lista rozdziałów - 224. Imitated Gaiety - 225. Slip Into My Barrier - 226. Right of My Heart - 227. The Swordless Soldier - 228. Don’t Look Back - 229. The Howling Tempest - 230. Dead White Invasion - 231. The Mascaron Drive - 232. The Mascaron Drive 2 - 233. El Violador |                     |                        |                  |                        |
| 27 | 4 kwietnia 2007     | ISBN 978-4-08-874339-4 | maj 2013         | ISBN 978-83-7471-246-0 |
| Lista rozdziałów - 234. Not Negotiation - 235. The Frozen Clutch - 236. The Sun Already Gone Down - 237. goodbye, halcyon days. - 238. Eagle Without Wings - 239. WINGED EAGLES - 240. regeneration. - 241. Silverflame. - 242. TWO MEN ARE BURNING |                     |                        |                  |                        |
| 28 | 4 czerwca 2007      | ISBN 978-4-08-874365-3 | czerwiec 2013    | ISBN 978-83-7471-247-7 |
| Lista rozdziałów - 243. The Knuckle & The Arrow - 244. Born From The Fear - 245. THE WAY WITHOUT ENEMIES - 246. The Great Desert Bros. - 247. United On The Desert - 248. Futatabi ikine kono basho e (jap. 再び生きて この場所へ) - 249. Back to the Innocence - 250. Five Ways To Three Figures - 251. Baron’s Lecture 1st Period |                     |                        |                  |                        |
| 29 | 3 sierpnia 2007     | ISBN 978-4-08-874398-1 | sierpień 2013    | ISBN 978-83-7471-248-4 |
| Lista rozdziałów - 252. REBUT TO THE BARON’S LECTURE - 253. Don’t Call Me Niño - 254. Chokorate wa kokoni oite ike (jap. チョコラテは ここに置いて行け) - 255. DON’T BREATHE IN THE BUSH - 256. Infinite Slick - 257. The Slashing Opera - 258. Seeleschneider - 259. Flicker Flames - 260. RIGHTARM OF THE GIANT 2 |                     |                        |                  |                        |
| 30 | 4 października 2007 | ISBN 978-4-08-874423-0 | wrzesień 2013    | ISBN 978-83-7471-249-1 |
| Lista rozdziałów - 261. LEFTARM OF THE DEVIL - 262. Unblendable - 263. Unexpected - 264. Don’t Say That Name Again - 265. Bang The Bore - 266. Hide Away From The Sun - 267. Legions of the Reglets - 268. Kimi shi ni tamō koto nakane (jap. 君 死にたもうこと勿れ) - 269. The End is Near |                     |                        |                  |                        |
| 31 | 4 grudnia 2007      | ISBN 978-4-08-874444-5 | grudzień 2013    | ISBN 978-83-7471-371-9 |
| Lista rozdziałów - 270. WARning - 271. If You Rise From The Ashes - 272. Don’t Kill My Volupture - 273. DOG eat DOG - 274. The Monster - 275. The United Front 2 [Red & White] - 276. Blockin’ Beast - 277. Corrosion of Conformity - 278. Heal for The Crash |                     |                        |                  |                        |
| 32 | 4 lutego 2008       | ISBN 978-4-08-874473-5 | luty 2014        | ISBN 978-83-7471-372-6 |
| Lista rozdziałów - 279. Jugulators - 280. Jugulators 2 - 281. THE VULGARIAN NOISE - 282. THE PRIMAL FEAR - 283. You don’t hurt anymore - 284. Historia de Pantera y su Sombras - 285. Shishihamite, hitori (jap. 肉喰みて、ひとり) - 286. Guillotine You Standing - -16. Hyōban'ni shisu (jap. 氷原に死す) |                     |                        |                  |                        |
| 33 | 4 kwietnia 2008     | ISBN 978-4-08-874494-0 | marzec 2014      | ISBN 978-83-7471-373-3 |
| Lista rozdziałów - 287. Don't Forget Till You Die - 288. THE BAD JOKE - 289. The Scarmask - 290. Unleash The Beast - 291. Thank You For Defend Me - 292. Rupture My Replica - 293. urge for unite - 294. IF YOU CALL ME BEAST, KILL YOU LIKE TEMPEST - 295. The Last Mission |                     |                        |                  |                        |
| 34 | 4 lipca 2008        | ISBN 978-4-08-874541-1 | czerwiec 2014    | ISBN 978-83-7471-374-0 |
| Lista rozdziałów - 296. Changed Again And Again - 297. King of the Kill - 298. INTRUDERZ 3 - 299. The Verbal Warfare - 300. Curse Named Love - 301. Nothing Like Equal - 302. Pride on the Blade - 303. Dumdum-Dummy-Dumbstruck - 304. Battle of Barbarians - 305. The Rising Phoenix |                     |                        |                  |                        |
| 35 | 3 października 2008 | ISBN 978-4-08-874575-6 | wrzesień 2014    | ISBN 978-83-7471-375-7 |
| Lista rozdziałów - 306. Not Perfect is GOoD - 307. Bite it, Slash it - 308. SATAN FROM ORBIT - 309. Pray for the Mantis - 310. FOUR ARMS TO KILLING YOU - 311. The Undead 4 - 312. Higher Than The Moon - 313. TO CLOSE YOUR WORLD - 314. Night Side of Abduction - 315. MARCH OF THE DEATH |                     |                        |                  |                        |
| 36 | 4 grudnia 2008      | ISBN 978-4-08-874603-6 | listopad 2014    | ISBN 978-83-7471-376-4 |
| Lista rozdziałów - -108. Turn Back the Pendulum - -107. Turn Back The Pendulum 2 - -106. Turn Back The Pendulum 3 - -105. Turn Back The Pendulum 4 - -104. Turn Back The Pendulum 5 - -103. Turn Back The Pendulum 6 - -102. Turn Back The Pendulum 7 - -101. Turn Back The Pendulum 8 - -100. Turn Back The Pendulum 9 |                     |                        |                  |                        |
| 37 | 4 lutego 2009       | ISBN 978-4-08-874628-9 | styczeń 2015     | ISBN 978-83-7471-377-1 |
| Lista rozdziałów - -99. Turn Back The Pendulum 10 - -98. Turn Back The Pendulum 11 - -97. Let Stop The Pendulum - 316. Swang the Edge Down - 317. Six Hearts Will Beat As One - 318. Five Towers/Four Pillars - 319. Ants And Dragons - 320. Beauty is So Solitary - 321. Black Briers and Brambles - 322. Oath Under The Rose |                     |                        |                  |                        |
| 38 | 3 kwietnia 2009     | ISBN 978-4-08-874649-4 | marzec 2015      | ISBN 978-83-7471-378-8 |
| Lista rozdziałów - 323. Gloomy, Ghastly and Full of Despair - 324. The Reaper - 325. Fear For Fight - 326. Knockdown Monster - 327. Knockdown Monsters - 328. The Knuckle Debate - 329. RAGING RAMPAGE - 330. CROSSING SWORDS - 331. Don’t Believe the Hide |                     |                        |                  |                        |
| 39 | 4 czerwca 2009      | ISBN 978-4-08-874674-6 | czerwiec 2015    | ISBN 978-83-7471-379-5 |
| Lista rozdziałów - 332. Stingy Stinger - 333. Ash & Salamander - 334. Dregs of Hyponsis - 335. chimaera chord - 336. El Verdugo - 337. Hall In Your Inferno - 338. Fall Into My Inferno - 339. The Deathbringer Numbers - 340. The Antagonizer |                     |                        |                  |                        |
| 40 | 4 sierpnia 2009     | ISBN 978-4-08-874712-5 | sierpień 2015    | ISBN 978-83-7471-380-1 |
| Lista rozdziałów - 341. The Envy - 342. The Gluttony - 343. The Greed - 344. The Pride - 345. The Sloth - 346. The Wrath - 347. The Lust - 348. The Lust 2 - 349. The Lust 3 |                     |                        |                  |                        |
| 41 | 2 października 2009 | ISBN 978-4-08-874734-7 | listopad 2015    | ISBN 978-83-7471-381-8 |
| Lista rozdziałów - 350. The Lust 4 - 351. The Lust 5 - 352. The Lust 6 - 353. The Ash - 354. heart - 355. Azul-Blood Splash - 356. Tyrant of Skulls - 357. The Colossus of Fear - 358. King of the Clouds |                     |                        |                  |                        |
| 42 | 4 grudnia 2009      | ISBN 978-4-08-874762-0 | styczeń 2016     | ISBN 978-83-7471-382-5 |
| Lista rozdziałów - 359. The Frozen Obelisk - 360. Shock of the Queen - 361. I Hate Loneliness, But It Loves Me - 362. Howling Wolves - 363. Superchunky from Hell - 364. Grinning Revengers - 365. Whose Side Are We On - 366. The Revenger’s High - 367. YOUR ENEMY IS MY ENEMY |                     |                        |                  |                        |
| 43 | 4 lutego 2010       | ISBN 978-4-08-874794-1 | czerwiec 2016    | ISBN 978-83-7471-383-2 |
| Lista rozdziałów - 368. The Fearless Child - 369. Spit On Your Own God - 370. Kami no shiza nite inochi o ronzu (jap. 神の視座にて 命を論ず) - 371. Kingdom of Hollows - 372. The Metal Cudgel Flinger - 373. Wolves Ain’t Howl Alone - 374. Kairō, sekketsu, kokui, hakkotsu (jap. 灰狼・赤血・黒衣・白骨) - 375. EXecution, EXtinction - 376. EXecution, EXtinction2 - 377. Shout at the Dark |                     |                        |                  |                        |
| 44 | 2 kwietnia 2010     | ISBN 978-4-08-870020-5 | wrzesień 2016    | ISBN 978-83-7471-384-9 |
| Lista rozdziałów - 378. Eyes of the Victor - 379. Falta de Armonia - 380. Devil, Devil, Devil, Devil - 381. Words Just Don’t Like You - 382. The United Front 2 [Discordeque Mix] - 383. TOO EARLY TO TRUST - 384. Can’t Fear Your Own Sword - 385. Vice It - 386. Bells Are Blue |                     |                        |                  |                        |
| 45 | 4 czerwca 2010      | ISBN 978-4-08-870046-5 | grudzień 2016    | ISBN 978-83-7471-385-6 |
| Lista rozdziałów - 387. Ignited - 388. Eagle Without Wings 2 [EXTREME BATTLEMASTERS MIX] - 389. WINGED EAGLES 2 - 390. BEYOND THE DEATH UNDERSTANDING - 391. The Blazing Glaciers - 392. The Breaking Glaciers - 393. The Burnout Inferno - 394. The Burnout Inferno 2 - 395. The Burnout Inferno 3 |                     |                        |                  |                        |
| 46 | 4 sierpnia 2010     | ISBN 978-4-08-870085-4 | marzec 2017      | ISBN 978-83-7471-386-3 |
| Lista rozdziałów - 396. THE BITE - 397. Edge of the Silence - 398. BACK FROM BLIND - 399. DEICIDE - 400. DEICIDE2 - 401. DEICIDE3 - 402. DEICIDE4 - 403. DEICIDE5 - 404. DEICIDE6 |                     |                        |                  |                        |
| 47 | 4 października 2010 | ISBN 978-4-08-870110-3 | czerwiec 2017    | ISBN 978-83-7471-387-0 |
| Lista rozdziałów - 405. DEICIDE7 - 406. DEICIDE8 end of the Chrysalis Age - 407. DEICIDE9 - 408. DEICIDE10 - 409. DEICIDE11 - 410. DEICIDE12 - 411. DEICIDE13 - 412. DEICIDE14 - 413. DEICIDE15 |                     |                        |                  |                        |
| 48 | 3 grudnia 2010      | ISBN 978-4-08-870144-8 | sierpień 2017    | ISBN 978-83-7471-388-7 |
| Lista rozdziałów - 414. DEICIDE16 - 415. DEICIDE17 - 416. DEICIDE18 [THE END] - 417. DEICIDE19 - 418. DEICIDE20 - 419. DEICIDE21 [Transcendent God Rock] - 420. DEICIDE22 - 421. DEICIDE23 - 422. the silent victory - 423. Bleach My Soul |                     |                        |                  |                        |
| 49 | 21 kwietnia 2011    | ISBN 978-4-08-870186-8 | październik 2017 | ISBN 978-83-7471-389-4 |
| Lista rozdziałów - 424. The Lost Agent - 425. A Day Without Melodies - 426. The Starter 2 - 427. A Delicious Dissonance - 428. The Known - 429. Welcome to our EXECUTION - 430. Welcome to our EXECUTION2 - 431. Welcome to our EXECUTION3 - 432. The Soul Pantheism |                     |                        |                  |                        |
| 50 | 3 czerwca 2011      | ISBN 978-4-08-870219-3 | luty 2018        | ISBN 978-83-7471-390-0 |
| Lista rozdziałów - 433. The Six Fullbringers - 434. BERRY IN THE BOX - 435. Panic at the Dollhouse - 436. The Time Discipline - 437. Swastika Break - 438. Knuckle Down - 439. KEEN MARKER - 440. Mute Friendship - 441. Spotlight Brocken |                     |                        |                  |                        |
| 51 | 4 sierpnia 2011     | ISBN 978-4-08-870272-8 | kwiecień 2018    | ISBN 978-83-7471-651-2 |
| Lista rozdziałów - 442. Battlefield Shallows, Otherfield Abyss - 443. Dirty Boots Dangers - 444. THE RISING - 445. THE DARK BEAT - 446. THE DARK BEAT 2 - 447. Load - 448. LOADING TO LIE - 449. Not be a Drug - 450. Blind Solitude |                     |                        |                  |                        |
| 52 | 4 października 2011 | ISBN 978-4-08-870291-9 | lipiec 2018      | ISBN 978-83-7471-652-9 |
| Lista rozdziałów - 451. Welcome to Our EXECUTION4 - 452. erosion/implosion - 453. Mute Your Breathe Friendship - 454. Sheathebreaker - 455. End of Bond 1 - 456. End of Bond 2 - 457. End of Bond 3 - 458. End of All Bonds - 459. Death & Strawberry 2 |                     |                        |                  |                        |
| 53 | 2 grudnia 2011      | ISBN 978-4-08-870291-9 | październik 2018 | ISBN 978-83-7471-653-6 |
| Lista rozdziałów - 460. Deathberry Returns 2 - 461. Come Around Our Turn - 462. Why me sad. - 463. Extreme Divider - 464. Quiet Chamber, Noisy Heart - 465. Bad Blood Exhaust - 466. Screaming Invader - 467. LUCK MEN - 468. Raid as a Blade - 469. Rag Lag Rumble |                     |                        |                  |                        |
| 54 | 2 marca 2012        | ISBN 978-4-08-870386-2 | grudzień 2018    | ISBN 978-83-7471-654-3 |
| Lista rozdziałów - 470. Pray for Predators - 471. Pray for Predators 2 - 472. Razoredge Requiem - 473. Enemies in the Dark - 474. beLIEve - 475. Shades of the Bond - 476. THE LOST - 477. THE LOST 2 - 478. THE LOST 3 - 479. Goodbye to Our Xcution |                     |                        |                  |                        |
| 55 | 4 czerwca 2012      | ISBN 978-4-08-870418-0 | luty 2019        | ISBN 978-83-7471-655-0 |
| Lista rozdziałów - 480. THE BLOOD WARFARE - 481. The Tearing - 482. Bad Recognition - 483. KriegsErklärung - 484. The Buckbeard - 485. Foundation Stones - 486. The Crimson Cremation - 487. BREATHE BUT BLIND - 488. Bond Behind Blast - 489. March of the StarCross |                     |                        |                  |                        |
| 56 | 4 września 2012     | ISBN 978-4-08-870478-4 | kwiecień 2019    | ISBN 978-83-7471-656-7 |
| Lista rozdziałów - 490. March Of The StarCross 2 - 491. Toden Engel - 492. Balancer's Justice - 493. Light of Happiness - 494. The Closing Chapter Part One - 495. Bleeding Guitar Blues - 496. Kill The Shadow - 497. Kill The Shadow 2 - 498. The Dark Rescuer - 499. RESCUER IN THE DARK |                     |                        |                  |                        |
| 57 | 4 grudnia 2012      | ISBN 978-4-08-870516-3 | czerwiec 2019    | ISBN 978-83-7471-657-4 |
| Lista rozdziałów - 500. Rescuer In The Deep Dark - 501. Hear.Fear.Here - 502. San’ō (jap. 散桜) - 503. Wrath as a Lightning - 504. Raimei no kanata e (jap. 雷鳴の彼方ヘ) - 505. The Fire - 506. The Fire 2 - 507. The Fire 3 - 508. Rekka no gotoku (jap. 烈火の如し) - 509. Tenchi kaijin (jap. 天地灰尽) |                     |                        |                  |                        |
| 58 | 4 marca 2013        | ISBN 978-4-08-870551-4 | wrzesień 2019    | ISBN 978-83-7471-658-1 |
| Lista rozdziałów - 510. The Extinction - 511. Tachite shisubeshi (jap. 立ちて死すべし) - 512. The Stand Ablaze - 513. The Dark Moon Stroke - 514. BORN IN THE DARK - 515. relics - 516. THE SQUAD ZERO - 517. The Stairway to Heaven - 518. The Shooting Star Project [ZERO MIX] - 519. HOT, HOT, HEAT - 520. KILLERS NOT DEAD |                     |                        |                  |                        |
| 59 | 4 czerwca 2013      | ISBN 978-4-08-870662-7 | listopad 2019    | ISBN 978-83-7471-659-8 |
| Lista rozdziałów - 521. A Piggy Party - 522. Love it - 523. Swords of Origin - 524. THE DROP - 525. Edges - 526. The Battle - 527. Eliminate From Heaven - 528. Everything But the Rain - 529. Everything But the Rain Op.2 "The Rudiments" - 530. Everything But the Rain Op.3 "Dark of The Moon" |                     |                        |                  |                        |
| 60 | 2 sierpnia 2013     | ISBN 978-4-08-870782-2 | styczeń 2020     | ISBN 978-83-7471-660-4 |
| Lista rozdziałów - 531. Everything But the Rain Op.4 "Dark of the Bleeding Moon" - 532. Everything But the Rain Op.5 "The White Noise" - 533. Everything But the Rain Op.6 "The Gravitation" - 534. Everything But the Rain Op.7 "Hole of Reproach" - 535. Everything But the Rain Op.8 "Defenders" - 536. Everything But the Rain Op.9 "June Truth" - 537. Everything But the Rain Op.10 "Prinz von Licht" - 538. Standing On the Edge - 539. Prob-less, Progress - 540. THE SWORD FIVE |                     |                        |                  |                        |
| 61 | 4 grudnia 2013      | ISBN 978-4-08-870818-8 | maj 2020         | ISBN 978-83-7471-661-1 |
| Lista rozdziałów - 541. THE BLADE AND ME 2 - 542. THE BLADE IS ME - 543. Letters - 544. Walking With Watchers - 545. Blue Stripes - 546. THE LAST 9DAYS - 547. Peace from Shadows - 548. The Thin Ice - 549. The StormBringer - 550. Blazing Bullets |                     |                        |                  |                        |
| 62 | 4 marca 2014        | ISBN 978-4-08-870850-8 | październik 2020 | ISBN 978-83-7471-662-8 |
| Lista rozdziałów - 551. The Burnt Offerings - 552. The Fundamental Virulence - 553. Frozen Cross - 554. Desperate Lights - 555. THE HERO - 556. The Wolfsbane - 557. Inochi wa tōni oite kita (jap. 命はとうに置いてきた) - 558. Ōkami no shinzō (jap. 狼の心臓) - 559. THE NIGHT RIGHT - 560. Rages at Ringside |                     |                        |                  |                        |
| 63 | 2 maja 2014         | ISBN 978-4-08-880055-4 | styczeń 2021     | ISBN 978-83-7471-663-5 |
| Lista rozdziałów - 561. THE VILLAIN - 562. THE VILLAIN 2 - 563. SUPERSTAR NEVER DIE - 564. Red Bristled Kings - 565. God Like You - 566. What is Your Fear? - 567. Dance With Snowwhite - 568. Hear, Fear, Here 2 - 569. The White Haze - 570. Closer, Closer |                     |                        |                  |                        |
| 64 | 4 września 2014     | ISBN 978-4-08-880134-6 | kwiecień 2021    | ISBN 978-83-7471-664-2 |
| Lista rozdziałów - 571. a Devilish Perspective - 572. The Blaster - 573. I AM THE EDGE - 574. DEATH IN VISION - 575. THE KILLERS HIGH - 576. THE KILLERS HIGH 2 - 577. Yaiba (jap. 刃) - 578. THE UNDEAD 5 - 579. THE UNDEAD 6 - 580. THE LIGHT |                     |                        |                  |                        |
| 65 | 3 października 2014 | ISBN 978-4-08-880191-9 | lipiec 2021      | ISBN 978-83-7471-665-9 |
| Lista rozdziałów - 581. THE HERO 2 - 582. The Headless Star - 583. The Headless Star 2 - 584. The Headless Star 3 - 585. The Headless Star 4 - 586. The Headless Star 5 - 587. The Headless Star 6 - 588. The Headless Star 7 - 589. The Shooting Star Project [The Old and New Trust] - 590. Marching Out the ZOMBIES - 591. Marching Out the ZOMBIES 2 |                     |                        |                  |                        |
| 66 | 5 stycznia 2015     | ISBN 978-4-08-880191-9 | październik 2021 | ISBN 978-83-7471-666-6 |
| Lista rozdziałów - 592. Marching Out the ZOMBIES 3 - 593. Marching Out the ZOMBIES 4 - 594. Rubb-Dolls - 595. Rubb-Dolls 2 - 596. Rubb-Dolls 3 - 597. Winded by the Shadow - 598. The Shooting Star Project [We Only Have to Beat You Mix] - 599. Too Early to Win Too Late to Know - 600. SNIPE - 601. VERGE ON VERMILLION |                     |                        |                  |                        |
| 67 | 3 kwietnia 2015     | ISBN 978-4-08-880327-2 | styczeń 2022     | ISBN 978-83-7471-667-3 |
| Lista rozdziałów - 602. Bane Licking Good - 603. What The Hell - 604. REVITALIZE - 605. Don’t Call My Name - 606. Divine Division - 607. THE MASTER - 608. Kuro yori kuroshi (jap. 黒より黒し) - 609. "A" - 610. Mausoleum of Skulls - 611. Reiō shisu (jap. 霊王死す) |                     |                        |                  |                        |
| 68 | 3 lipca 2015        | ISBN 978-4-08-880423-1 | marzec 2022      | ISBN 978-83-7471-668-0 |
| Lista rozdziałów - 612. DIRTY - 613. The Ordinary Peace - 614. KILL THE KING - 615. All is Lost - 616. Mimihagi-sama (jap. ミミハギ様) - 617. Return of the God - 618. The Dark Arm - 619. The Betrayer - 620. Where Do You Stand - 621. The Dark Curtain - 622. The Agony |                     |                        |                  |                        |
| 69 | 4 sierpnia 2015     | ISBN 978-4-08-880460-6 | maj 2022         | ISBN 978-83-7471-669-7 |
| Lista rozdziałów - 623. Against the Judgement - 624. THE FANG - 625. LIVING JAGUAR - 626. THE HOLY NEWBORN - 627. The Creation - 628. New World Orders - 629. Gate of the Sun - 630. The Twinned Twilight - 631. friend - 632. friend 2 |                     |                        |                  |                        |
| 70 | 4 listopada 2015    | ISBN 978-4-08-880497-2 | lipiec 2022      | ISBN 978-83-7471-670-3 |
| Lista rozdziałów - 633. FRIEND 3 - 634. friend 4 - 635. Hooded Enigma - 636. Sensitive Monster - 637. BABY, HOLD YOUR HAND - 638. Akui futsufutsu kokkei no goku mi (jap. 悪意沸沸滑稽ノ極ミ) - 639. BABY, HOLD YOUR HAND 2 - 640. BABY, HOLD YOUR HAND 3 [Mad Lullaby no.7] - 641. BABY, HOLD YOUR HAND 4 [When I am sleeping] - 642. BABY, HOLD YOUR HAND 5 [Eyes Are Open] - 520.5. walk under two letters |                     |                        |                  |                        |
| 71 | 4 marca 2016        | ISBN 978-4-08-880604-4 | sierpień 2022    | ISBN 978-83-7471-671-0 |
| Lista rozdziałów - 643. BABY, HOLD YOUR HAND 6 [Waiting for Love] - 644. BABY, HOLD YOUR HAND 7 [Never Ending My Dream] - 645. Don’t Chase a Shadow - 646. The Second Eye - 647. THE THEATRE SUICIDE - 648. THE THEATRE SUICIDE SCENE 2 - 649. The Theatre Suicide SCENE 3 - 650. THE THEATRE SUICIDE SCENE 4 - 651. The Theatre Suicide SCENE 5 - 652. The Theatre Suicide SCENE 6 |                     |                        |                  |                        |
| 72 | 2 maja 2016         | ISBN 978-4-08-880649-5 | wrzesień 2022    | ISBN 978-83-7471-672-7 |
| Lista rozdziałów - 653. The Theatre Suicide Scene 7 "Kanzashi futa tsu kage hito tsu" (jap. The Theatre Suicide SCENE 7 "簪二つ 影一つ") - 654. Deadman Standing - 655. THE MIRACLE - 656. GOD OF THUNDER - 657. GOD OF THUNDER 2 - 658. Fatal Matters Are Cold - 659. There Will Be Frost - 660. The Visible Answer - 661. MY LAST WORDS - 662. GOD OF THUNDER 3 - 663. GOD OF THUNDER 4 |                     |                        |                  |                        |
| 73 | 4 lipca 2016        | ISBN 978-4-08-880684-6 | grudzień 2022    | ISBN 978-83-7471-673-4 |
| Lista rozdziałów - 664. The Gift - 665. The Princess Dissection - 666. Karappo kugutsu garan dō (jap. 空っぽ、傀儡、伽藍堂) - 667. BIGGER, LOUDER, STRONGER - 668. BIGGER, FASTER, STRONGER - 669. Yaiba II (jap. 刃 II) - 670. The Perfect Crimson - 671. The Perfect Crimson 2 - 672. Son of Darkness - 673. Father - 674. Father 2 |                     |                        |                  |                        |
| 74 | 4 listopada 2016    | ISBN 978-4-08-880774-4 | styczeń 2023     | ISBN 978-83-7471-674-1 |
| Lista rozdziałów - 675. Blood for My Bone - 676. Horn of Salvation - 677. Horn of Salvation 2 - 678. The Future Black - 679. THE END - 680. THE END 2 - 681. THE END TWO WORLD - 682. The Two Sided World End - 683. The Dark Side of Two World Ends - 684. The Blade - 685. Muketsu no hate (jap. 無欠の果て) - 686. Death&Strawberry |                     |                        |                  |                        |